# Награда „Ахмед Вали“
Награда за допринос култури „Ахмед Вали“ је награда коју додељује Културни центар Новог Пазара као најзначајније признање града Новог Пазара за изузетна достигнућа у култури и уметности и науци о култури и уметности, или научнику који је постигао високе резултате у области уметности, тј. уметност.  
Награда носи име песника Ахмеда Валија, који је живео у Новом Пазару у 16. веку и писао на оријенталним језицима. Његово најпознатије дело је „Љепота и срце” које има око седам хиљада стихова. Име победника се објављује средином јануара, а награда се додељује на свечаности крајем јануара. Награда се састоји од повеље и новчаног износа.  

## Добитници
- 2015: Енес Халиловић
- 2016: Мехмед Слезовић
- 2017: Мухамед Ђерлек
- 2018: Енвер Ујкановић
- 2019: Синан Гуџевић
- 2020: Без доделе [5]
- 2021: Златко Паковић
- 2022: Сафет Банџовић[6]